# LG G3
LG G3 е Андроид смартфон, разработен от LG Electronics. Наследник е на моделът от 2013 г. LG G2.
Моделът е представен на пресконференция на 27 май 2014 г. и пуснат в продажба в Южна Корея на следващия ден.
Новият модел запазва в дизайна си мотиви от предшественика G2 като тънката рамка около екрана, разположените на гърба на устройството бутони, но и се отличава значително с големия си 5.5 инча дисплей с Quad HD резолюция.

## Разработка
Една от основните цели на G3 е да бъде по-лесен за употреба от предишните модели. Jong-Seok Park, президент на мобилното подразделение на LG, твърди, че „най-умната иновация в бързо развиващият се смартфон пазар е постигането на хармония между модерните технологии и леснотата на използване.“ В процеса на разработване на G3, дизайнерите на LG създават най-малко 300 различни дизайнерски прототипа, с различни оформления за копчета, различни материали и покрития. Компанията има за цел да отговори на критиките с които се сблъсква G2 – за лъскавия си пластмасов панел, който придава евтин вид на устройството и лесно събира отпечатъци от пръсти при употреба. Панелът на G3 е проектиран да изглежда като полиран метал, като в същото време издържа на зацапване и надраскване, и освен това не се усеща студен на допир, като истински метал. LG обмисля ползването на „самовъзстановяващото се“ покритие от G Flex, но вицепрезидентът на мобилния дизайн Chul Bae Lee LG заявява, че могат да го използват, без да направи телефона лъскав.